# سیارک ۲۱۴۷۳
سیارک ۲۱۴۷۳ (به انگلیسی: 21473 Petesullivan، نامگذاری:1998HH99) بیست و یک هزار و چهارصد و هفتاد و سومین سیارک کشف شده‌است که در ۲۱ آوریل ۱۹۹۸ کشف شد.
قدر مطلق سیارک برابر ۱۴.۸ است.